# Домашенко, Марина Владимировна
Марина Домашенко (Марина Владимировна Власюк, в замужестве Домашенко) — русская оперная певица, обладательница голоса меццо-сопрано.

## Биография
Родилась в Кемерово. Окончила Кемеровский государственный институт культуры по специальностям пианист и дирижёр оркестра, затем вокальное отделение Уральской государственной консерватории им. Мусоргского (класс народной артистки РСФСР С.В. Зализняк) — оба с отличием.
Победительница двух международных конкурсов один из которых проходил в Чехии, другой в Италии, а также обладательницей почетного звания «Оперная дива» (США).
В 2006 году получила высшую музыкальную награду, премию Грэмми, за запись оперы Верди «Фальстаф» (дирижёр Сэр Колин Дэвис).